# جبرا نقولا
 جبرا نقولا  (16 فبراير 1912 ـ 25 ديسمبر 1974) كان قياديا تروتسكيا في الحزب الشيوعي الفلسطيني (حشف) وأحد ناشري جريدة الإتحاد. كما أنه كان مسؤولا عن ترجمة العديد من الكلاسيكيات الماركسية إلى اللغة العربية.